# 수젠텍
수젠텍(Sugentech Inc.)은 대한민국의 체외진단 기업이다. 본사는 대전광역시 유성구, 연구소는 세종특별자치시 집현동로 세종 캠퍼스 피움있으며 해외사업개발은 서울 삼성동 그리고 공장은 오송에 위치해있다. 대표이사는 손미진이다.

## 제품
감염성 질환을 진단하는 키트

## 역사
2011년 12월 LG생명과학과 한국생명공학연구원의 연구원들이 설립하였다

## 상장
2019년 5월 28일에 주관사를 한국투자증권으로 공모가 12,000원에 기술 특례로 코스닥 시장에 상장하였다.

## 같이 보기
- 씨젠
- 바디텍메드
- 랩지노믹스
- 휴마시스

## 참고문헌
1. ↑  수젠텍, '슈얼리 스마트' FDA 허가 완료…미국 시장 진출 본격화, 히트뉴스, 2023년 4월 3일
2. ↑  신민준, 코로나 특수 끝난 수젠텍, 엔데믹 돌파구는?, 이데일리, 2024년 2월 16일
3. ↑  수젠텍, 알러지·여성호르몬 진단제품 북·남미 진출 '본격', 헬로우DD, 2023년 7월 24일
4. ↑  수젠텍, 코로나&독감 동시진단제품 판매허가 획득, 팜뉴스, 2023년 2월 7일
5. ↑  이달미, 한국IR협의회 기업리서치센터-수젠텍, 2024년 1월 24일